# Кипарски конфликт
Кипарски конфликт, такође познат као Кипарски спор, или Кипарско питање, је текући спор између руководства заједнице грчких Кипрана у јужном делу Кипра и заједнице турских Кипрана, која се налази на северу.
Првобитно, са окупацијом острва од стране Британске империје од Отоманског царства 1878. године и накнадном анексијом 1914. године, „Кипарски спор“ односио се на опште сукобе између грчких и турских острвљана.
Међутим, тренутне међународне компликације спора протежу се изван граница самог острва и укључују моћи гарантора по Циришком и Лондонском споразуму (Грчка и Турска и у мањој мери Уједињено Краљевство), Уједињене нације и Европску унију. Сада непостојећа Чехословачка и Источни блок претходно су се такође политички мешали.
Проблем је ушао у своју садашњу фазу након турске инвазије на Кипар 1974. године, и окупације северне трећине Кипра. Иако је инвазију покренуо кипарски државни удар 1974. године, турске снаге су одбиле да оду након што је успостављена легитимна влада. Руководство турских Кипрана је касније прогласило независност дела острва под називом Турска Република Северни Кипар, иако је само Турска признала легалност тог потеза, док и даље постоји широко међународно противљење независности Северног Кипра. Према Европском суду за људска права, Северни Кипар треба да се сматра марионетском државом под ефективном турском окупацијом и легитимно припада Кипру. Резолуција 550 Савета безбедности Уједињених нација потврђује такав став.
Као резултат тога што су се две заједнице и земље гарантора обавезале на проналажење мирног решења спора, Уједињене нације одржавају тампон зону (познату као „Зелена линија“) како би избегле било какве даље тензије и непријатељства међу заједницама. Ова зона раздваја јужне области Републике Кипар (претежно насељене грчким Кипранима), од северних области (где живе турски Кипрани и досељеници Турци). Током 2010-их година дошло је до отопљавања односа између грчких и турских Кипрана, а разговори су званично обновљени почетком 2014. Преговори Кран-Монтана побудили су наду у дугорочно решење, али су на крају застали. Преговори предвођени УН-ом 2021. су такође пропали.

## Историјска позадина пре 1960.
Острво Кипар је први пут насељено 9000. године пре нове ере, доласком пољопривредних заједница која су градила округле куће са подовима од тераца. Градови су први пут изграђени током бронзаног доба и становници су имали свој етеокипарски језик до око 4. века пре нове ере. Острво је било део Хетитског царства као делом Угаритског краљевства током касног бронзаног доба све до доласка два таласа насељавања грчког народа.
Грчко присуство на острву трајало је још од доласка Микенаца око 1400. године пре нове ере, када су гробнице почеле да добијају облик дугих дромоса. Грчко становништво Кипра преживело је вишеструке освајаче, укључујући египатску и персијску власт. У 4. веку пре нове ере, Кипар је освојио Александар Велики, а затим је владао Птолемејски Египат до 58. п. н. е., када је укључен у Римско царство. Приликом поделе Римског царства око 4. века нове ере, острво је додељено Византијском царству са претежно грчким језиком.
Римска власт на Кипру прекинута је 649. године, када су арапске војске Омејадског калифата извршиле инвазију на острво. Борбе око острва између муслимана и Римљана трајале су све док се 668. године зараћене стране нису сложиле да Кипар постане кондоминијум. Овакав облик заједничког управљања је трајао скоро 300 година, све док византијска војска није освојила острво око 965. године. Кипар ће остати административна јединица - тема Византијског царства до касног 12. века.
Након окупације од стране витезова темплара и владавине Исака Комнина, острво је 1192. године дошло под власт династије Лизињан, која је успоставила Краљевину Кипар. У фебруару 1489. заузела га је Млетачка република. Између септембра 1570. и августа 1571. године осваја га Османско царство, започињући три века турске владавине над Кипром.
Почев од раног 19. века, етнички Грци на острву настојали су да окончају отоманску владавину и уједине Кипар са Грчком. Уједињено Краљевство је преузело административну контролу над острвом 1878. године, како би спречило да отомански поседи потпадну под руску контролу након Кипарске конвенције, што је довело до тога да је све гласнији позив на унију са Грчком (еносис). Према условима споразума постигнутог између Британије и Отоманског царства, острво је остало османска територија.
Хришћанска већина острва која говори грчки поздравила је долазак Британаца, као прилику да изнесу своје захтеве за унију са Грчком.
Када је Отоманско царство ушло у Први светски рат на страни централних сила, Британија се одрекла споразума, одбацила све турске претензије на Кипар и прогласила острво британском колонијом. 1915. Британија је понудила Кипар Константину I Грчком под условом да се Грчка укључи у рат на страни Британаца, што је он одбио.

### 1918-1955.
Под британском влашћу почетком 20. века, Кипар је избегао сукобе и злочине који су се дешавали негде другде између Грка и Турака током грчко-турског рата и размене становништва 1923. између Грчке и Турске . У међувремену, турски Кипрани су се доследно противили идеји уније са Грчком.
1925. Британија је Кипар прогласила крунском колонијом. У годинама које су уследиле наставила се одлучност грчких Кипрана да остваре унију. Године 1931. то је довело до отворене побуне. Нереди су резултирали смрћу шест цивила, рањавањем неколико и паљењем зграде британске владе у Никозији. У месецима који су уследили, око 2.000 људи осуђено је за злочине у вези са борбом за унију са Грчком. Британија је реаговала увођењем оштрих ограничења. На острво су послата војна појачања, а устав је суспендован. Формирана је посебна резервна полиција коју су чинили само турски Кипрани, уведена су ограничења штампе и забрањене су политичке партије. Прогнана су два бискупа и још осам истакнутих грађана који су били директно умешани у сукоб. Општински избори су обустављени, а до 1943. године све општинске службенике је постављала влада. Гувернеру је помагао Извршни савет, а две године касније основан је Саветодавни савет; оба савета су се састојала само од именованих лица и била су ограничена на саветовање само о домаћим питањима. Поред тога, било је забрањено јавно истицање грчких или турских застава или ликова грчких или турских хероја.
Борба за унију је заустављена током Другог светског рата. Британска влада је 1946. објавила планове да позове Кипране да формирају Консултативну скупштину како би расправљали о новом уставу. Британци су такође дозволили повратак прогнаника из 1931. године.
До 1954. године бројне турске копнене институције биле су активне по питању Кипра, као што су Национална федерација студената, Комитет за одбрану турских права на Кипру, Организација за добробит избеглица из Тракије и Кипарско турско удружење. Изнад свега, турски синдикати су требали да припреме праву климу за главни турски циљ, поделу острва (таксим) на грчки и турски део, чиме би британско војно присуство и постројења на острву задржали нетакнутим. У то време је основана и специјална паравојна организација турских Кипрана, Турска организација отпора (ТМТ), која је требало да делује као противтежа грчкој Националној организацији кипарских бораца, ЕОКА.
У међувремену, 16. августа 1954, грчки представник у УН-у је званично затражио да се примени право на самоопредељење народа Кипра. Турска је одбацила идеју о унији Кипра и Грчке. Заједница турких Кипрана противила се покрету грчких Кипрана, пошто су под британском влашћу статус и идентитет мањине турких Кипрана били заштићени. Идентификација турких Кипрана са Турском је постала јача као одговор на отворени грчки национализам грчких Кипрана, а након 1954. турска влада се све више укључивала. У касно лето и рану јесен 1954. проблем Кипра се интензивирао. На Кипру је колонијална влада запретила издавачима бунтовне литературе до две године затвора. У децембру је Генерална скупштина УН објавила одлуку „да се овај проблем за сада не разматра, јер се не чини прикладним усвојити резолуцију о питању Кипра“. Реакција на неуспех у УН била је тренутна и насилна, што је резултирало најгорим нередима на Кипру од 1931. године.

### Кампања ЕОКА и стварање ТМТ-а, 1955–1959.
У јануару 1955. Гривас је основао Националну организацију кипарских бораца (Ethniki Organosis Kyprion Agoniston – ЕОКА). 1. априла 1955. ЕОКА је започела оружану кампању против британске власти у координисаној серији напада на полицијске, војне и друге владине објекте у Никозији, Фамагусти, Ларнаки и Лимасолу. То је резултирало смрћу 387 британских војника и особља и неких грчких Кипрана осумњичених за сарадњу. Као резултат тога, један број грчких Кипрана почео је да напушта полицију. Ово, међутим, није утицало на колонијалне полицијске снаге пошто су оне већ створиле резервне снаге искључиво турских Кипрана за борбу против паравојних формација ЕОКА. Истовремено, то је довело до тензија између заједница кипарских Грка и Турака. Турска организација отпора (Türk Mukavemet Teşkilatı 1957, ТМТ), која је већ била формирана да заштити турске Кипране од ЕОКА, је предузела акцију. Као одговор на растућу потражњу за унијом, један број турских Кипрана је постао уверен да би једини начин да заштите своје интересе и идентитет становништва у случају уније био подела острва – политика позната као taksim („преграда“ на турском позајмљено од Taqsīm (تقسیم) на арапском) – на грчки сектор на југу и турски сектор на северу.
Кипар је стекао независност 16. августа 1960. године.

## Независност, уставни слом и разговори међу заједницама, 1960–1974.
Устав Кипра је усамљен међу уставима света”. У кратком временском периоду почели су да се јављају први спорови између две заједнице. Питања спора укључивала су опорезивање и стварање посебних општина. Због законодавног система вета, то је у многим случајевима резултирало блокадом у комуналној и државној политици.

### Криза 1963–1964.
Након колапса партнерске владе, администрација коју су водили грчки Кипрани призната је као легитимна влада Републике Кипар у фази дебата у Њујорку у фебруару 1964. Заједничке снаге примирја су држале линију све док мировне снаге Уједињених нација нису формиране након Резолуције 186 Савета безбедности Уједињених нација, донете 4. марта 1964. године.

### Миротворни напори, 1964–1974.
Дана 21. априла 1967. године, државни удар у Грчкој довео је на власт војну администрацију. Само неколико месеци касније, у новембру 1967, Кипар је био сведок најжешћих сукоба међу заједницама од 1964. Одговарајући на велики напад на села турских Кипрана на југу острва, у којем је погинуло 27 људи, Турска је бомбардовала снаге грчких Кипрана и изгледа да се спремала за интервенцију. Грчка је била принуђена на капитулацију. Након међународне интервенције, Грчка је пристала да опозове генерала Георгиоса Гриваса, команданта Националне гарде и бившег вођу ЕОКА, и смањи своје снаге на острву. Искористивши слабост грчких Кипрана, турски Кипрани су 28. децембра 1967. прогласили своју привремену управу. Макариос је одмах прогласио нову администрацију нелегалном. Ипак, десила се велика промена. Надбискуп је, заједно са већином других кипарских Грка, почео да прихвата да кипарски Турци морају да имају одређени степен политичке аутономије. Такође се схватило да је уједињење Грчке и Кипра неоствариво у датим околностима.
У мају 1968. почели су разговори између две стране под покровитељством Добре услуге генералног секретара УН. Необично је да разговори нису одржани између председника Макариоса и потпредседника Кучука. Уместо тога, водили су их председници општинских већа Глафкос Клеридес и Рауф Денкташ. Опет, направљен је мали напредак. Током прве рунде преговора, која је трајала до августа 1968, турски Кипрани су били спремни да направе неколико уступака у вези са уставним питањима, али је Макариос одбио да им заузврат да већу аутономију. Друга рунда разговора, која је била фокусирана на локалну управу, била је подједнако неуспешна. У децембру 1969. почела је трећа рунда разговора. Овог пута су се фокусирали на уставна питања. И опет је било мало напретка и када су окончани у септембру 1970. генерални секретар је окривио обе стране за недостатак померања у преговорима. Четврта и последња рунда разговора такође је била фокусирана на уставна питања, али опет није успела да направи велики напредак пре него што су били приморани да се заврше 1974. године.

## 1974. Грчки државни удар и турска инвазија
Друга рунда разговора одржана је 8. августа, овог пута са представницима Кипра. Турски Кипрани, уз подршку Турске, захтевали су географско одвајање од кипарских Грка; што је Макариос одбио, јер је био привржен унитарној држави. Турска је 14. августа захтевала да Грчка прихвати савезну државу Кипар, што би довело до тога да кипарски Турци – који чине 18% становништва и 10% власништва над земљом – добију 34% острва. Преговори су окончани када је Турска одбила Клеридесов захтев за 36 до 48 сати да консултује кипарску и грчку владу. За неколико сати, Турска је покренула другу офанзиву. Турска је контролисала 36% острва до тренутка последњег прекида ватре 16. августа 1974. године. Подручје између бораца постало је тампон зона под управом Уједињених нација или „зелена линија“.
Грчки пуч и турска инвазија резултирали су хиљадама кипарских жртава. Влада Кипра је саопштила да обезбеђује 200.000 избеглица. 160.000 грчких Кипрана који живе у северном региону под турском окупацијом побегло је пред турским снагама или су исељени; чинили су 82% становништва региона. Уједињене нације су одобриле добровољно пресељење преосталих 51.000 турских Кипрана на југу у северну област; многи су побегли у британска подручја и чекали дозволу да мигрирају у подручје под турском контролом.

## Подељено острво 1974–1997.

### 1975–1979.
1979. године АБЦ план су представиле САД, као предлог за трајно решење кипарског проблема. Пројектовао је двозаједничку двозонску федерацију са јаком централном владом. Прво га је одбио лидер грчких Кипрана Спирос Кипријану, а касније Турска.

### Проглашење независности турских Кипрана
У мају 1983. године, напор Хавијера Переса де Куељара, тада генералног секретара УН, пропао је након што је Генерална скупштина Уједињених нација донела резолуцију којом се позивају на повлачење све окупационе снаге са Кипра. Турски Кипрани су били бесни због резолуције, претећи да ће прогласити независност у знак одмазде. Упркос томе, Перез де Куељар је у августу дао двема странама сет предлога на разматрање који су захтевали ротирајуће председништво, успостављање дводомне скупштине на исти начин као што је претходно предложено и заступљеност 60:40 у централној извршној власти. У замену за повећану заступљеност у централној влади, турски Кипрани би предали 8–13 одсто земље у свом поседу. И Кипријану и Денкташ су прихватили предлоге. Међутим, 15. новембра 1983. турски Кипрани су искористили постизборну политичку нестабилност у Турској и једнострано прогласили независност. У року од неколико дана Савет безбедности је донео резолуцију бр. 541 (13-1 глас: против само Пакистан) стављајући до знања да неће прихватити нову државу и да је та одлука пореметила напоре за постизање решења. Денкташ је ово негирао. У писму којим је генералног секретара обавестио о одлуци, он је инсистирао да тај потез гарантује да ће свако будуће решење бити заиста федерално по природи. Иако је Турска убрзо признала "Турску Републику Северни Кипар" (ТРСК), остатак међународне заједнице осудио је тај потез. Савет безбедности је усвојио још једну резолуцију, бр. 550 (13-1 глас: поново се само Пакистан противио) којом се осуђује „наводна размена амбасадора између Турске и руководства турских Кипрана”.

### "Скуп идеја"
У августу 1988, Перез де Куељар је позвао две стране да се састану са њим у Женеви. Тамо су се два лидера – Георгиос Василиоу и Рауф Денкташ – сложила да напусте Нацрт оквирног споразума и да се врате на споразуме на високом нивоу из 1977. и 1979. године. Међутим, разговори су посустали када су грчки Кипрани објавили своју намеру да поднесу захтев за чланство у Европској заједници (ЕЗ, касније ЕУ), чему се оштро противе кипарски Турци и Турска. Ипак, јуна 1989. де Куељар је двема заједницама поклонио „Скуп идеја“. Денкташ их је брзо одбацио пошто се не само противио одредбама, већ је такође тврдио да генерални секретар УН нема право да износи формалне предлоге двема странама. Две стране су се поново среле, у Њујорку, фебруара 1990. године. Међутим, разговори су опет кратко трајали. Овог пута Денкташ је захтевао да грчки Кипрани признају постојање два народа на Кипру и основно право кипарских Турака на самоопредељење.
Дана 4. јула 1990. Кипар је званично поднео захтев за придруживање ЕЗ. Кипарски Турци и Турска, који су поднели захтев за чланство 1987. године, били су огорчени. Денкташ је тврдио да се Кипар може придружити Заједници само у исто време када и Турска и прекинуо је све разговоре са званичницима УН. Ипак, у септембру 1990. године, државе чланице ЕЗ су се једногласно сложиле да поднесу кипарску пријаву комисији на формално разматрање. Као одмазду, Турска и ТРСК (Турска република Северни Кипар) потписале су заједничку декларацију о укидању пасошке контроле и увођењу царинске уније само неколико недеља касније. Неустрашив, Хавијер Перез де Куељар наставио је потрагу за решењем током 1991. Није напредовао. У свом последњем извештају Савету безбедности, представљеном у октобру 1991. у складу са Резолуцијом Савета безбедности Уједињених нација 716, он је за неуспех преговора окривио Денкташа, истичући захтев лидера турских Кипрана да две заједнице треба да имају једнак суверенитет и право на сецесију.
Дана 3. априла 1992, Бутрос Бутрос-Гали, нови генерални секретар УН, представио је Савету безбедности оквирни план за стварање двозоналне федерације са две заједнице која би забранила сваки облик поделе, сецесије или уједињења са другом државом. Док су грчки Кипрани прихватили Скуп идеја као основу за преговоре, Денкташ је поново критиковао генералног секретара УН због прекорачења овлашћења. Када се на крају ипак вратио за сто, лидер турских Кипрана пожалио се да предлози нису успели да признају његову заједницу. У новембру, Гали је прекинуо разговоре. Сада је одлучио да заузме другачији приступ и покушао је да охрабри две стране да покажу добру вољу прихватањем осам Мера за изградњу поверења. То је укључивало смањење војних снага на острву, пребацивање Вароше под директну контролу УН, смањење ограничења у контактима између две стране, спровођење пописа становништва широм острва и спровођење студија изводљивости у вези са решењем. Савет безбедности је подржао приступ.
Генерални секретар је 24. маја 1993. званично представио двема странама своје Мере за изградњу поверења. Денкташ, иако је прихватао неке од предлога, није био спреман да пристане на пакет у целини. У међувремену, Европска комисија је 30. јуна вратила своје мишљење о кипарској апликацији за чланство. Иако је та одлука дала гласну подршку случају за кипарско чланство, уздржала се од отварања пута за хитне преговоре. Комисија је навела да сматра да би то питање требало поново размотрити у јануару 1995. године, узимајући у обзир "ставове које је свака страна усвојила у разговорима". Неколико месеци касније, у децембру 1993, Глафкос Клеридес је предложио демилитаризацију Кипра. Денкташ је одбацио ту идеју, али је следећег месеца најавио да ће у принципу бити вољан да прихвати Мере за изградњу поверења. Убрзо су почели блиски разговори. У марту 1994, УН су двема странама представиле нацрт документа у којем су предложене мере детаљније наведене. Клеридес је рекао да би био спреман да прихвати документ ако Денкташ то уради, али је лидер турских Кипрана то одбио уз образложење да би то пореметило равнотежу снага на острву. Још једном, Гали није имао другог избора осим да за још један крах преговора свали кривицу на страну кипарских Турака. Денкташ би био спреман да прихвати обострано договорене измене, али је Клеридес одбио да преговара о било каквим даљим изменама мартовских предлога. Даље предлоге које је изнео генерални секретар у покушају да се изађе са мртве тачке, обе стране су одбациле.

### Застој и правне битке, 1994–1997.
На Европском савету на Крфу, одржаном 24-25. јуна 1994, ЕУ је званично потврдила да ће Кипар бити укључен у следећу фазу проширења Уније. Две недеље касније, 5. јула, Европски суд правде увео је ограничења на извоз робе са Северног Кипра у Европску унију. Убрзо након тога, у децембру, односи између ЕУ и Турске додатно су нарушени када је Грчка блокирала коначну имплементацију царинске уније. Као резултат тога, разговори су остали потпуно блокирани током 1995. и 1996. године.
У децембру 1996. године, Европски суд за људска права донео је значајну пресуду којом је проглашено да је Турска окупаторска сила на Кипру. Случај – Лоизидоу против Турске – односио се на Титину Лоизидоу, избеглицу из Керинеје, за коју је оцењено да јој је Турска незаконито ускратила контролу над њеном имовином. Случај је такође имао озбиљне финансијске импликације пошто је Суд касније одлучио да Турска треба госпођи Лоизидоу да исплати 825.000 америчких долара као компензацију за губитак коришћења њене имовине. Анкара је одбацила пресуду као политички мотивисану.
После двадесет година разговора, решење је изгледало као далеко. Међутим, основни параметри насељавања су до сада били међународно усаглашени. Кипар би био двозонална, двозаједничка федерација. Такође се очекивало решење које ће решити следећа питања:
- Уставни оквир
- Територијална прилагођавања
- Повратак имовине власницима пре 1974. године и/или исплата компензације
- Повратак расељених лица
- Демилитаризација Кипра
- Права боравка/репатријације турских досељеника
- Будући мировни аранжмани

#### Инциденти августа 1996.
У августу 1996. године, избеглице грчких Кипрана демонстрирале су мотоциклистичким протестом у Деринеји против турске окупације Кипра. „Марш мотоциклиста“ је укључио 2000 бициклиста из европских земаља, а организовао га је Савез мотоциклиста Кипра. Митинг је ишао од Берлина до Керинеје (града на Северном Кипру) у знак сећања на двадесет другу годину Кипра као подељене земље и имао је за циљ да пређе границу мирним путем. Захтев демонстраната био је потпуно повлачење турских трупа и повратак кипарских избеглица у њихове домове и имања. Међу њима је био и Тасос Исак који је на смрт претучен.
Још једног човека, Соломоса Соломуа, турске трупе су убиле током истих протеста 14. августа 1996. Уследила је истрага власти Републике Кипар, а осумњичени су именовани. Покренути су међународни правни поступци, а за обојицом су расписане потернице Интерпола. Током демонстрација 14. августа 1996. турске снаге су такође раниле два британска војника из Краљевске артиљерије 39. пука.

#### Ракетна криза
Ситуација се још једном погоршала почетком 1997. године када су грчки Кипрани објавили да намеравају да купе противваздушни ракетни систем С-300 руске производње. Убрзо након тога, почела је ракетна криза на Кипру. Криза је практично окончана у децембру 1998. одлуком кипарске владе да пребаци С-300 на Крит, у замену за алтернативно оружје из Грчке.

## Приступање ЕУ и процес нагодбе, 1997 – данас
1997. године променили су се основни параметри Кипарског спора. Одлука Европске уније да отвори приступне преговоре са Републиком Кипар створила је нови катализатор за решење. Међу онима који су подржали тај потез изнео се аргумент да Турска не може имати вето на придруживање Кипра и да ће преговори охрабрити све стране да буду умереније. Међутим, противници тог потеза су тврдили да би та одлука уклонила подстицај грчким Кипранима да постигну нагодбу. Уместо тога, чекали би док не постану чланови, а затим би искористили ову снагу да погурају нагодбу под њиховим условима. У одговору на одлуку, Рауф Денкташ је најавио да више неће прихватати федерацију као основу за нагодбу. У будућности би био спреман да преговара само на основу конфедералног решења. У децембру 1999. тензије између Турске и Европске уније су се донекле ублажиле након што је ЕУ одлучила да Турску прогласи кандидатом за чланство у ЕУ, што је одлука донета на Европском савету у Хелсинкију. Истовремено је у Њујорку почела нова рунда преговора. Ово је кратко трајало. До следећег лета су се прекинули. Тензије су поново почеле да расту како се сукоб Турске и Европске уније надвио око приступања острва.
Можда схватајући озбиљност ситуације и потезом који је изненадио посматраче, Рауф Денкташ је 8. новембра 2001. писао Глафкосу Клеридесу и предложио састанак. Понуда је прихваћена. Након неколико неформалних састанака између њих двојице у новембру и децембру 2001, нови мировни процес је започео под покровитељством УН 14. јануара 2002. На почетку је наведен циљ двојице лидера био да покушају да постигну договор до почетка јуна те године. Међутим, преговори су убрзо зашли у ћорсокак. У покушају да изађе из ћорсокака, Кофи Анан, генерални секретар УН посетио је острво у мају те године. Упркос томе, договор није постигнут. После летње паузе, Анан се те јесени поново састао са двојицом лидера, прво у Паризу, а затим у Њујорку. Као резултат континуираног неуспеха у постизању споразума, Савет безбедности се сложио да генерални секретар представи двема странама план решења. То би представљало основу за даље преговоре. Првобитну верзију мировног плана УН је двема странама представио Анан 11. новембра 2002. Нешто мање од месец дана касније, након измена које су поднеле две стране, ревидиран је (Анан II). Надало се да ће овај план бити усаглашен између две стране на маргинама Европског савета, који је одржан у Копенхагену 13. децембра. Међутим, Рауф Денкташ, који се опорављао од тешке операције срца, одбио је да присуствује. Након што је Грчка запретила да ће ставити вето на цео процес проширења уколико Кипар не буде укључен у прву рунду приступања, ЕУ је била принуђена да потврди да ће Кипар приступити ЕУ 1. маја 2004, заједно са Малтом и осам других држава из централне и источне Европе.
Иако се очекивало да се разговори неће моћи наставити, разговори су настављени почетком јануара 2003. Након тога, даља ревизија (Анан III) извршена је у фебруару 2003, када је Анан поново посетио острво. Током боравка он је такође позвао две стране да се поново састану са њим следећег месеца у Хагу, где би очекивао њихов одговор да ли су спремни да план изнесу на референдум. Док је страна кипарских Грка, коју је сада предводио Тасос Пападопулос, пристала на то, Рауф Денкташ је одбио да дозволи гласање. Мировни преговори су пропали. Месец дана касније, 16. априла 2003, Кипар је званично потписао Уговор о приступању ЕУ на церемонији у Атини.
Током остатка године није било напора да се преговори поново покрену. Уместо тога, пажња је усмерена на изборе турских Кипрана, где се очекивало да ће победити умерене странке за решење. На крају, скупштина је била равномерно подељена. Формирана је коалициона администрација, која је традиционално заузела линију коју је усвојио Рауф Денкташ. То је Турској отворило пут да изврши притисак на нове разговоре. Након састанка Реџепа Тајипа Ердогана и Кофија Анана у Швајцарској, лидери две стране позвани су у Њујорк. Тамо су се договорили да започну нови преговарачки процес заснован на две фазе: прва фаза, која би укључивала само кипарске Грке и Турке, која се одржава на острву и друга фаза, која би такође укључивала Грчку и Турску, која би се одржавала на другим местима. После месец дана преговора на Кипру, разговори су пребачени у Бургеншток, у Швајцарској. Лидер турских Кипрана Рауф Денкташ потпуно је одбацио план и одбио да присуствује овим разговорима. Његов син Сердар Денкташ и Мехмет Али Талат су присуствовали уместо њега. Тамо је представљена четврта верзија плана. Ово је кратко трајало. Након коначних прилагођавања, пета и коначна верзија Плана представљена је двема странама 31. марта 2004. године.

### План УН за насељавање (Ананов план)
Према коначним предлозима, Република Кипар би постала Уједињена Кипарска Република. То би била лабава федерација састављена од две компоненте. Конститутивна држава турских Кипрана на северу обухватала би око 28,5% острва, а јужна држава грчких Кипрана би се састојала од преосталих 71,5%. Сваки део би имао свој парламент. Постојао би и дводомни парламент на савезном нивоу. У Заступничком дому кипарски Турци би имали 25 одсто места. Сенат би се састојао од једнаких делова припадника сваке етничке групе. Извршну власт би имао председнички савет. Председавање овим саветом би се ротирало између заједница. Свака заједница би такође имала право вета на све законе.
Један од најконтроверзнијих елемената плана односио се на имовину. Током војне интервенције/инвазије Турске 1974. године, многи грчки Кипрани (који су поседовали 70% земље и имовине на северу) били су приморани да напусте своје домове. (Хиљаде турских Кипрана такође је било приморано да напусти своје домове на југу.) Од тада је питање реституције њихове имовине централни захтев грчких Кипрана. Међутим, турски Кипрани тврде да би потпуни повратак све имовине грчких Кипрана њиховим првобитним власницима био неспојив са функционисањем двозоналног федералног насеља. Они су тврдили да треба понудити компензацију. Ананов план је покушао да премости ову поделу. У одређеним областима, као што су Морфу и Фамагуста, које би биле враћене под контролу грчких Кипрана, избеглице би добиле назад сву своју имовину у складу са временским распоредом. У другим областима, као што су Керинеја и полуострво Карпас, које би остале под контролом турских Кипрана, био би им враћен део њихове земље и добили би надокнаду за остало. Сва земља и имовина (која није коришћена за богослужење) која припада предузећима и институцијама, укључујући Цркву, највећег власника имовине на острву, била би експроприсана. Док су многи грчки Кипрани сматрали да су ове одредбе саме по себи неприхватљиве, многи други су негодовали због чињенице да је план предвиђао да сви захтеви за одштету одређене заједнице буду испуњени од њихове сопствене стране. Ово се сматрало неправедним јер се од Турске не би тражило да доприноси било каквим средствима за компензацију.
Осим имовинског питања, било је много других делова плана који су изазвали контроверзу. На пример, споразум је предвиђао постепено смањење броја грчких и турских трупа на острву. После шест година, број војника из сваке земље био би ограничен на 6.000. Ово би пало на 600 након 19 година. Након тога, циљ би био да се покуша постићи пуна демилитаризација, процес за који су се многи надали да ће бити омогућен приступањем Турске Европској унији. Споразум је такође задржао на снази Уговор о гаранцији – саставни део устава из 1960. који је Великој Британији, Грчкој и Турској дао право да војно интервенишу у острвским пословима. Многи кипарски Грци су били забринути да би наставак права на интервенцију Турској дао превелико право гласа у будућности острва. Међутим, већина турских Кипрана сматрала је да је неопходно стално турско војно присуство да би се осигурала њихова безбедност. Још један елемент плана коме су се грчки Кипрани противили је да је план омогућио да многи турски држављани који су доведени на острво остану. (Тачан број ових турских "досељеника" је веома споран. Неки тврде да је та цифра од 40.000 до 150.000. На њих се гледа као на насељенике који су илегално доведени на острво у супротности са међународним правом. Међутим, док су многи прихватили забринутост грчких Кипрана по овом питању, постојао је раширено осећање да би било нереално – и правно и морално проблематично – насилно удаљити сваког од ових досељеника, посебно пошто су многи од њих рођени и одрасли на острву.)

### Референдуми, 24. април 2004.
Према условима плана, Ананов план би ступио на снагу само ако га прихвате две заједнице на истовременим референдумима. Они су одређени за 24. април 2004. У недељама које су уследиле водила се интензивна кампања у обе заједнице. Међутим, упркос противљењу Рауфа Денкташа, који је бојкотовао преговоре у Швајцарској, убрзо је постало јасно да ће турски Кипрани гласати за споразум. Мишљење грчких Кипрана било је у великој мери против плана. Тасос Пападопулос, председник Кипра, у говору одржаном 7. априла позвао је грчке Кипране да одбаце план. Његов главни коалициони партнер АКЕЛ, једна од највећих партија на острву, одлучио је да одбије план повинујући се жељама већине страначке базе. Подршку плану дало је руководство Демократског скупа (ДИСИ), главне десничарске странке, упркос противљењу плана од стране већине страначких следбеника, и Уједињене демократе, мала странка левог центра коју предводи Георгиос Василију, бивши председник. Глафкос Клеридес, који се сада повукао из политике, такође је подржао план. Истакнути чланови ДИСИ-а који нису подржали Ананов план одвојили су се од странке и отворено су водили кампању против њега. Црква грчких Кипрана се такође противила плану у складу са ставовима већине јавног мњења.
Уједињено Краљевство и Сједињене Државе су биле за план. Турска је сигнализирала своју подршку плану. Грчка влада одлучила је да остане неутрална. Међутим, Русија је била узнемирена покушајем Британије и САД да унесу резолуцију у Савет безбедности УН која подржава план и искористила је свој вето да блокира тај потез. То је учињено јер су веровали да ће резолуција обезбедити спољни утицај на унутрашњу дебату, што нису сматрали поштеним.
На референдуму 24. априла турски Кипрани су подржали план са разликом од скоро два према један. Међутим, грчки Кипрани су одлучно гласали против плана, са разликом од око три према један.

### Кипарски спор након референдума
Заједници турских Кипрана је 2004. године додељен „статус посматрача“ у Парламентарној скупштини Савета Европе (ПССЕ), као део кипарске делегације. Од тада су два представника турских Кипрана из ПССЕ изабрана у Скупштину Северног Кипра.
Дана 1. маја 2004, недељу дана након референдума, Кипар се придружио Европској унији. Под условима приступања цело острво се сматра чланом Европске уније. Међутим, одредбе acquis communautaire, скупа закона ЕУ, суспендоване су на Северном Кипру.
Након референдума, јуна 2004. године, заједница турских Кипрана, упркос противљењу кипарске владе, промењена је у „Држава турских Кипрана“ у Организацији исламске сарадње, чији је посматрач од 1979. године.
Упркос почетним надама да ће нови процес измене одбаченог плана почети до јесени, већи део остатка 2004. је заузет дискусијама о предлогу Европске уније да се отвори директна трговина са турским Кипранима и обезбеди 259.000.000 евра у фондовима да им помогне да унапреде своју инфраструктуру. Ово је изазвало значајну дебату. Грчки Кипрани су изјавили да не може бити директне трговине преко лука и аеродрома на Северном Кипру јер су оне непризнате и да би турски Кипрани требало да користе објекте грчких Кипрана на југу који су међународно признати. Истовремено, пажња се окренула и питању почетка будућег чланства Турске у Европској унији. На Европском савету одржаном 17. децембра 2004, и упркос ранијим претњама грчких Кипрана да ће увести вето, Турској је одобрен датум за почетак формалних преговора о чланству под условом да потпише протокол којим се царинска унија проширује на нове чланице ЕУ, укључујући Кипар. Под претпоставком да је то учињено, формални преговори о чланству би почели 3. октобра 2005.
Након пораза плана УН на референдуму, није било покушаја да се поново започну преговори између две стране. Иако су обе стране поново потврдиле своју посвећеност континуираним напорима за постизање споразума, генерални секретар УН није био вољан да поново покрене процес све док не буде сигуран да ће нови преговори довести до свеобухватног решења заснованог на плану који је изнео 2004. године. У том циљу, он је затражио од грчких Кипрана да доставе писану листу промена које би желели да се унесу у споразум. Ово је одбио председник Тасос Пападопулос уз образложење да се од ниједне стране не треба очекивати да изнесе своје захтеве пре преговора. УН су страховале да би дошло до још једног отвореног процеса који би могао да се вуче у недоглед.
У октобру 2012. године, Северни Кипар је постао земља „посматрач“ Организације за економску сарадњу под називом „Држава турских Кипрана“.
Према Стратису Ефтимију, иако је поражен, референдум је имао формативни утицај на заједницу грчких Кипрана који су сматрали да је поновно уједињење стварност која се може остварити, а то је подрило националистичку борбу и идеје војне одбране. Према Ефтимију, од референдума је преовладао феномен избегавања нацрта, а буџет за одбрану се претворио у тривијалан износ.

### Формула један и спор око Кипра
Излагање на подијуму после трке Формуле 1 и Велике награде Турске 2006. изазвало је контроверзу, када је победник Фелипе Маса примио трофеј од Мехмета Али Талата, који је назван „председник Турске Републике Северни Кипар“. Влада Републике Кипар поднела је званичну жалбу Међународној аутомобилској федереацији (ФИА). Након истраге инцидента, ФИА је 19. септембра 2006. казнила организаторе Гранд При-а са 5 милиона долара. Турска мотоспортска федерација (ТОСФЕД) и организатори Велике награде Турске (МСО) пристали су да плате половину суме до жалбе коју ће предати Међународном апелационом суду ФИА, 7. новембра 2006. ТОСФЕД је инсистирао да тај потез није био планиран и да Мехмет Али Талат заиста одговара критеријумима ФИА за представљање на подијуму као фигура светског статуса. У жељи да поправи своју непристрасност у међународној политици, ФИА је остала на свом ставу захтевајући повлачење жалбе.

### Избори у Републици Кипар 2008.
На председничким изборима 2008. године, Пападопулоса је победио кандидат АКЕЛ-а Димитрис Христофијас, који је обећао да ће одмах поново покренути преговоре о поновном уједињењу. Говорећи о резултату избора, Мехмет Али Талат је рекао да ће „овај предстојећи период бити период у коме ће проблем Кипра моћи да се реши у разумном року – упркос свим потешкоћама – под условом да постоји воља”. Христофијас је одржао свој први састанак као председник са лидером турских Кипрана 21. марта 2008. у тампон зони УН у Никозији. На састанку су се двојица лидера сложили да покрену нову рунду "суштинских" преговора о поновном уједињењу и да поново отворе Улицу Ледра, која је пресечена на два дела од насиља међу заједницама 1960-их и која је постала симбол поделе острва. Дана 3. априла 2008, након што су баријере уклоњене, прелаз у улици Ледра поново је отворен у присуству званичника грчких и турских Кипрана.

### Преговори и трипартитни састанци 2008–2012.
Први састанак техничких комитета заказан је за 18. април 2008. Талат и Христофијас су се састали 7. маја 2008. и договорили да се редовно састају како би размотрили досадашњи напредак у разговорима. Други формални самит одржан је 23. маја 2008. како би се размотрио напредак постигнут у техничким комитетима. На састанку 1. јула 2008. двојица лидера су се начелно сложила око концепта јединственог држављанства и јединственог суверенитета и одлучили да врло брзо започну директне преговоре о поновном уједињењу; истог датума, бивши министар иностраних послова Аустралије Александар Даунер именован је за новог изасланика УН за Кипар. Христофијас и Талат су се договорили да се поново састану 25. јула 2008. ради коначне ревизије припремних радова пре него што почну стварни преговори. Очекивало се да ће Христофијас предложити ротирајуће председништво уједињене кипарске државе. Талат је изјавио да очекује да ће они одредити датум за почетак преговора у септембру, и поновио да неће пристати на укидање улоге гаранта Турске и Грчке, с тим да ће план поновног уједињења бити стављен на референдуме у оба заједнице након преговора.
У децембру 2008, атински социјалистички дневни лист To Vima описао је „кризу“ у односима између Христофијаса и Талата, при чему су турски Кипрани почели отворено да говоре о лабавој „конфедерацији“, идеји којој се јужна Никозија оштро противи. Тензије су додатно погоршане турским узнемиравањем кипарских бродова који се баве истраживањем нафте у Ексклузивној економској зони острва.
Талат је 29. априла 2009. изјавио да ако Апелациони суд Енглеске и Велса донесе одлуку у истом духу као и одлука Европског суда правде онда ће преговарачки процес на Кипру бити оштећен на такав начин да више никада неће бити поправљен.
Дана 31. јануара 2010, генерални секретар Уједињених нација Бан Ки-Мун стигао је на Кипар како би убрзао преговоре у циљу поновног уједињења земље. Очекивало се да ће избор националисте Дервиша Ероглуа из Партије националног јединства за председника на Северном Кипру закомпликовати преговоре о поновном уједињењу; међутим, Ероглу је изјавио да је сада такође за савезну државу, што је промена у односу на његове претходне ставове.
Од 2010. до 2012. одржан је низ од пет трипартитних састанака, на којима су Ки-Мун, Христофијас и Ероглу преговарали, али без икаквог договора о главним питањима. Тог месеца су одржани 100. преговори од априла 2008. без икаквог договора о главним питањима – застој који се наставио током наредних годину и по дана упркос поновном покушају да се Кипар уједини и преузме председавање ЕУ 2012.
Преговори су почели да пропадају 2012. године, а Бан Ки-Мун је изјавио да „нема довољно напретка у кључним питањима преговора о поновном уједињењу за сазивање међународне конференције“.  Специјални саветник генералног секретара Александар Даунер је даље прокоментарисао да „ако лидери грчких и турских Кипрана не могу да се договоре једни са другима о моделу уједињеног Кипра, онда их Уједињене нације не могу натерати“.  Ероглу је изјавио да су заједнички комитети са страном грчких Кипрана основани за предузимање мера за изградњу поверења у септембру те године, али су преговори прекинути почетком 2013. због промене власти у заједници грчких Кипрана на Кипру.  Дана 11. фебруара 2014, Александар Даунер, специјални саветник генералног секретара УН, поднео је оставку. Лидери кипарских Грка и Турака објавили су заједничко саопштење.

### Обновљени разговори 2014.
У фебруару 2014, обновљени преговори за решавање кипарског спора почели су након неколико година топлих односа између севера и југа. Дана 11. фебруара 2014. године, лидери заједница кипарских Грка и Турака, Никос Анастасијадес и Дервиш Ероглу, објавили су заједничку декларацију.
Владе и Грчке и Турске изразиле су подршку обнови мировних преговора. Декларацију је поздравила и Европска унија.
Архиепископ Хризостом је 13. фебруара 2014. дао Анастасијадису подршку Заједничкој декларацији.
Дана 14. фебруара 2014, преговарач грчких Кипрана Андреас Мавројанис и преговарач турских Кипрана Кудрет Озерсај одржали су свој први састанак и договорили се да посете Грчку, односно Турску.
Реакције међу политичким партијама грчких Кипрана биле су различите. Опозициона партија АКЕЛ се изјаснила да подржава декларацију. Међутим, Николас Пападопулос, лидер ДИКО-а, главног партнера Анастасијадисовој партији ДИСИ у владајућој коалицији, успротивио се декларацији, а извршни комитет ДИКО-а је 21. фебруара гласао да препоручи Централном комитету странке да се странка повуче из коалиције од 4. марта. ДИКО је 27. фебруара одлучио да напусти коалициону владу, уз образложење да је Заједничка декларација признала посебан суверенитет турским Кипранима.
Дана 15. маја 2015, на првом преговарачком састанку Акинџи-Анастасијадис, Северни Кипар је укинуо визе за грчке Кипране, а Анастасијадис је представио мапе 28 минских поља на северу, у близини планинског региона Пентадактилос.

### Разговори 2015–2017.
Председник Републике Кипар Никос Анастасијадис и председник Северног Кипра Мустафа Акинџи састали су се први пут и поново започели мировне преговоре 12. маја 2015. године. Дана 7. јула 2017. године, преговори под покровитељством УН-а, који су вођени у швајцарским Алпима претходних 10 дана, прекинути су након што су пропали. Преговори о Кипру у Кран Монтани завршени су без споразума о миру и поновном уједињењу.
Дана 1. октобра 2017. бивши британски министар спољних послова Џек Строу изјавио је да би само подељено острво довело до краја спора између кипарских Турака и Грка. Министар турских Кипрана је 2. октобра рекао да је федерација на острву немогућа.
Крајем 2017, Business Monitor International, део Fitch Ratings-а, смањио је своју процену новог споразума о уједињењу Кипра са слабе на изузетно удаљену.

### 2018. до данас
У јуну 2018. године, у покушају да убрза преговоре, генерални секретар УН Антонио Гутерес именовао је Џејн Хол Лут за свог новог саветника за Кипар. Њена мисија је била да консултује двојицу кипарских лидера, Никоса Анастасијадеса и Мустафу Акинџија, и три стране гарантора (Грчку, Турску и Уједињено Краљевство) како би утврдила да ли постоје повољни услови за наставак преговора у организацији УН и, ако постоје, да се припреми свеобухватни „задатак“. Лут је спровела први круг консултација у септембру 2018, други у октобру 2018, трећи у јануару 2019, и четврти и последњи круг 7. априла 2019, и открила да су обе стране наизглед удаљеније.
Дана 12. новембра 2018. отворени су контролни пункт Деринија на источној обали острва и контролни пункт Лефка-Апликли 52 км западно од Никозије, што је довело до девет прелазних тачака дуж 180 км дуге тампон зоне.
Грчка и Турска су 5. фебруара 2019. изјавиле да желе да смање тензије кроз дијалог, укључујући и спор око Кипра. Међутим, још један спор око истраживања нафте и гаса у водама ексклузивне економске зоне Кипра између различитих страна их спречава да обнове разговоре.
Дана 25. новембра 2019. Гутерес, Анастасијадис и Акинџи окупили су се на неформалној вечери у Берлину и разговарали о наредним корацима по питању Кипра. Међутим, нису могли да се договоре о „задацима“ за поновно покретање фазних и смислених преговора о Кипру.
Дана 20. јануара 2020., специјални изасланик Уједињених нација за Кипар рекао је да „постоји све већи скептицизам у погледу тога да ли је поновно уједињење још увек могуће“ пошто су преговори заглавили у ћорсокаку.
У фебруару 2020. године, Мустафа Акинџи, председник Северног Кипра, рекао је у интервјуу за The Guardian да ако покушаји поновног уједињења на Кипру пропадну, онда ће северни Кипар постати све више зависан од Турске и да би на крају могао да буде прогутан, као турска провинција, додајући да би изгледи за анексију у стилу Крима били "ужасни". Турски званичници су га осудили. Премијер кипарских Турака Ерсин Татар критиковао је Акинџија.
2020. године није виђен напредак у преговорима о јединству Кипра. Никос Роландис (министар иностраних послова Кипра 1978–1983 и министар трговине 1998–2003) рекао је да је политичко решење спора око Кипра за сада готово немогуће. Премијер Ерсин Татар, који подржава решење о две државе, победио је на председничким изборима на северном Кипру 2020.
Од избора Ерсина Татара, и Турска и турски Кипрани инсистирају да је решење са две државе једина опција. Грчка, Кипар, ЕУ и Уједињене нације подржавају федерацију као једино решење које је довело до замрзавања преговора од 2020.
Татар је 30. јануара 2022. прецизирао да се о сувереној једнакости и равноправном међународном статусу турских Кипрана не може преговарати.
У новембру 2022. Савет туркофоних држава прихватио је Северни Кипар као државу посматрача. Кипарска влада осудила је ову акцију. Европска унија је то такође осудила и "изразила снажну подршку принципу територијалног интегритета и Повељи УН".

## Мишљење о решењима
Стручњаци за мир сугеришу да се решење за сукоб на Кипру може наћи само укључивањем друштва на широкој основи, пошто су политичке елите сукоб третирале као извор моћи и ресурса.

### Поновно уједињење Кипра
У званичном саопштењу Беле куће од 8. јуна 2016, амерички потпредседник Џо Бајден и турски премијер Бинали Јилдирим поново су потврдили снажну подршку „споразуму који поново уједињује острво као двозонску, двозаједничку федерацију“.

### Решење са две државе
Турска је често изражавала своју подршку решењу о две државе, посебно од стране турског председника Реџепа Тајипа Ердогана током његове посете Северном Кипру 2020. Бројни посматрачи сугеришу да је подела најбоље решење.

### Анкете
У априлу 2009. године, анкета коју је спровела CyBC је показала да већина грчких Кипрана подржава поделу.
У истраживању јавног мњења из 2010. године, 84% грчких Кипрана и 70% турских Кипрана претпоставило је да: „друга страна никада не би прихватила стварне компромисе и уступке који су потребни за праведно и одрживо решење“.
Према анкети коју је спровео Gezici у јануару 2020, решење о две државе имало је стопу подршке од 81,3% међу турским Кипранима.
У анкети јавног мњења коју је у мају 2021. спровео CyBC, 36% кипарских Грка сматра да је најбоље решење за кипарски проблем двозонална двозаједничка федерација, 19% - унитарна држава, а 4% - две одвојене државе.
У истраживању јавног мњења које је спровео Cypronetwork међу грчким Кипранима 2022. године, 36% је изјавило да је најбоље решење за кипарски проблем двозонална федерација са две заједнице, 18% је навело да су две одвојене државе најбоља опција, 19% је преферирало „унитарну државу“, а 13% је било за статус кво.

### Званичне публикације и извори
- The House of Commons Foreign Affairs Committee report on Cyprus.
- „Letter by the President of the Republic, Mr Tassos Papadopoulos, to the U.N. Secretary-General, Mr Kofi Annan, dated June 7, which circulated as an official document of the U.N. Security Council”. Архивирано из оригинала 28. 09. 2008. г. Приступљено 27. 04. 2023.
- „Legal Issues arising from certain population transfers and displacements on the territory of the Republic of Cyprus in the period since 20 July 1974”. Архивирано из оригинала 28. 09. 2008. г. Приступљено 27. 04. 2023.
- „Address to Cypriots by President Papadopoulos (FULL TEXT)”. Архивирано из оригинала 21. 08. 2008. г. Приступљено 27. 04. 2023.
- The Republic of Cyprus Press and Information Office. „Aspects of the Cyprus Problem”. Архивирано из оригинала 20. 05. 2019. г. Приступљено 27. 04. 2023.
- „European Court of Human Rights Case of Cyprus v. Turkey (Application no. 25781/94)” (PDF). Архивирано из оригинала (PDF) 27. 09. 2007. г. Приступљено 27. 04. 2023.